# Mustalampi (sjö i Pudasjärvi, Norra Österbotten)
Mustalampi är en sjö i kommunen Pudasjärvi i landskapet Norra Österbotten i Finland. Arean är 47 hektar och strandlinjen är 4,3 kilometer lång. Sjön  ingår i Ijo älvs huvudavrinningsområde.   Den ligger omkring 69 kilometer nordöst om Uleåborg och omkring 580 kilometer norr om Helsingfors. 